# TRS-80 Color Computer 3
El microordinador RadioShack TRS-80 Color Computer 3 (o CoCo 3) va ser l'últim model CoCo. La seva configuració bàsica presentava el doble de la memòria RAM dels models precedents, una versió millorada del BASIC del Coco 2 i gràfics d'alta resolució (fins a 640x192 píxels amb 64 colors).
Prototips del que seria el Coco 4 van ser construïts, però aquest mai es va fabricar.

## Especificacions tècniques
| Parts          | Especificacions | Especificacions |
| -------------- | --- | --------------- |
| UCP            | MC68B09E a 0,895 MHz (o 1,79 MHz) |                 |
| RAM            | 128 KiB - 512 KiB (també hi van haver targetes d'expansió de 1 MiB i 2 MiB) |                 |
| ROM            | 32 KiB |                 |
| Teclat         | mecànic, 53 tecles |                 |
| Monitor        | televisor o monitor; mode text: 32 x 16, 40 x 25 o 80 x 25; diversos modes gràfics: 320 x 200 pixels (16 colors), 640 x 200 (4 colors) o 640 x 400 (4 colors, amb 512 KiB de RAM); 64 colors |                 |
| So             | un canal |                 |
| Ports          | connector RGB, 1 port sèrie RS232, 2 ports de joystick, port de cartutx, port de casset |                 |
| Emmagatzematge | casset (1500 bauds) o 1-4 disqueteres (5,25", 156 KiB) |                 |